# Hansi Alt
Pour les articles homonymes, voir Alt.
Hansi Alt née le 25 février 1911 à Vienne et morte le 24 avril 1992 à Rockville Maryland était une pianiste, enseignante et compositrice autrichienne naturalisée américaine.

## Biographie
Hansi Magdalen Schwarz, diplômée professeure par le Conservatoire de Vienne, émigre aux États-Unis en 1941, où elle épouse Friedrich Alt, et enseigne le piano et la théorie musicale, en cours privés et au Conservatoire de Los Angeles. En 1949 elle est naturalisée américaine. En 1969 elle est primée par la National Federation of Music Clubs pour ses compositions pédagogiques.

## Œuvres
- My musical diary, piano tunes and rhythms of the school day. pub Island Press, New York 1947
- Elephants walking. Piano ; pub C. F. Summy, Chicago 1954
- My new car. Piano ; pub Century Music Pub. Co., New York 1958
- Ping-pong. Piano ; pub Composers Press, Hollywood, California 1959
- Building. Piano ; pub Edward B. Marks Music Corporation, New York 1961
- Waves. Piano ; pub Schroeder & Gunther, New York 1961
- Stubborn Stephen. For the piano grade 1 ; pub Oxford University Press, New York 1964
- Marbles. Piano ; pub Theodore Presser Co., Bryn Mawr Pennsylvania 1966
- The ocean, deep sea explorations on the piano. Juvenile audience ; pub Oxford University Press, New York 1967
- Snow. Piano ; pub Willis Music Co., Cincinnati, Ohio 1968
- Afternoons, fourteen early-grade piano pieces based on the white key major and minor chords ; pub Theodore Presser, Bryn Mawr, Pennsylvania 1969
- Hide and seek. Piano ; pub J. Albert & Son, Sydney 1961
- pub Edward B. Marks Music Corporation, New York 1970
- Red clouds, 12 folk songs from Austria, Switzerland and Tirol. Violon (ou flûte à bec, ou flûte) et piano avec violoncelle en option ; pub Oxford University Press, New York 1971
- Five summer Sundays. Piano. Juvenile audience ; pub Oxford University Press, New York 1974
- Let's go by car, four short piano pieces for young players. Piano ; pub Oxford University Press, New York 1982
- Three games. Piano ; pub Oxford University Press, New York 1982